# Gubbtjärnen (Lima socken, Dalarna, 678199-134417)
Gubbtjärnen är en sjö i Malung-Sälens kommun i Dalarna och ingår i Göta älvs huvudavrinningsområde.